# ヤドリギツグミ

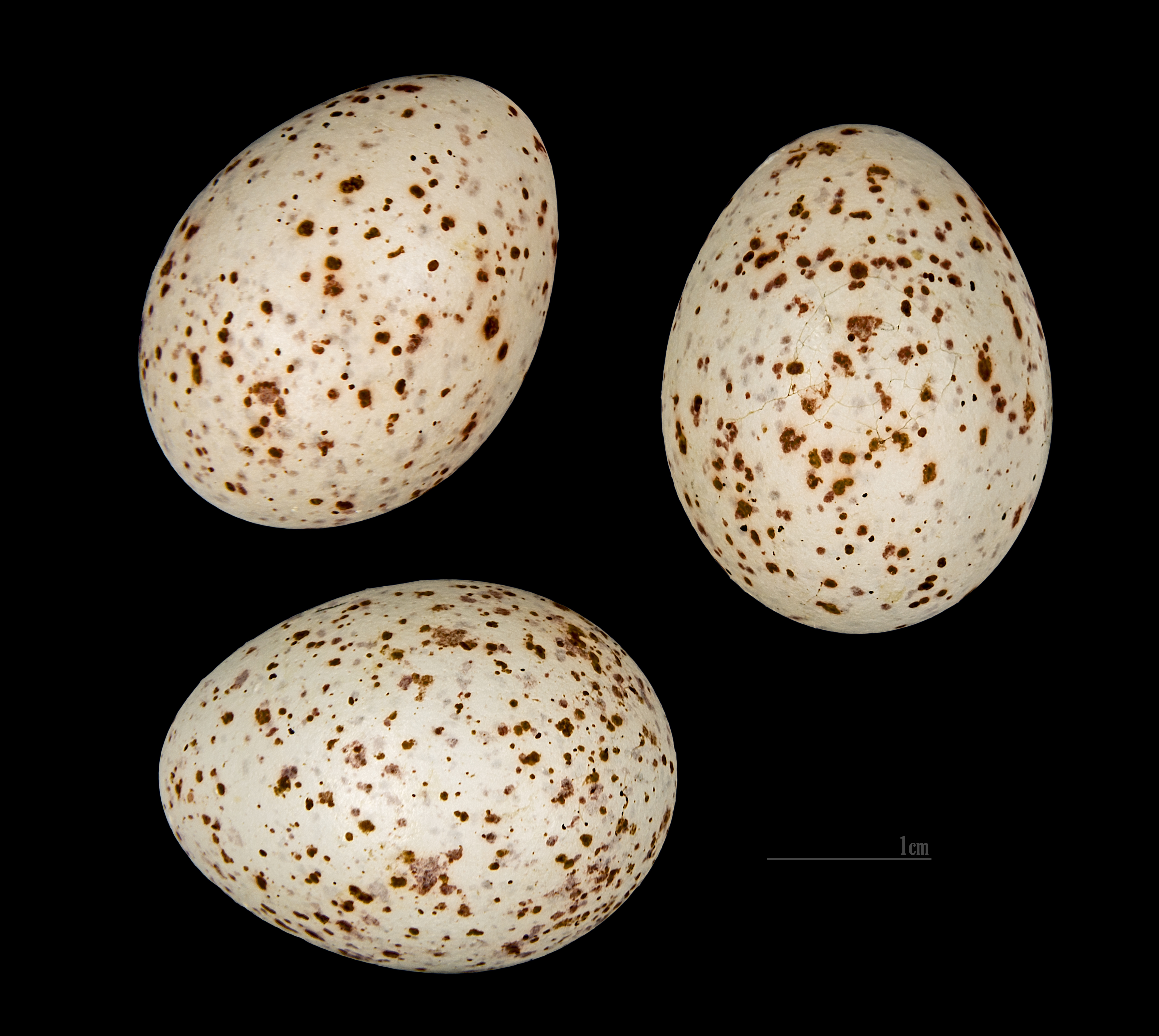
Turdus viscivorus

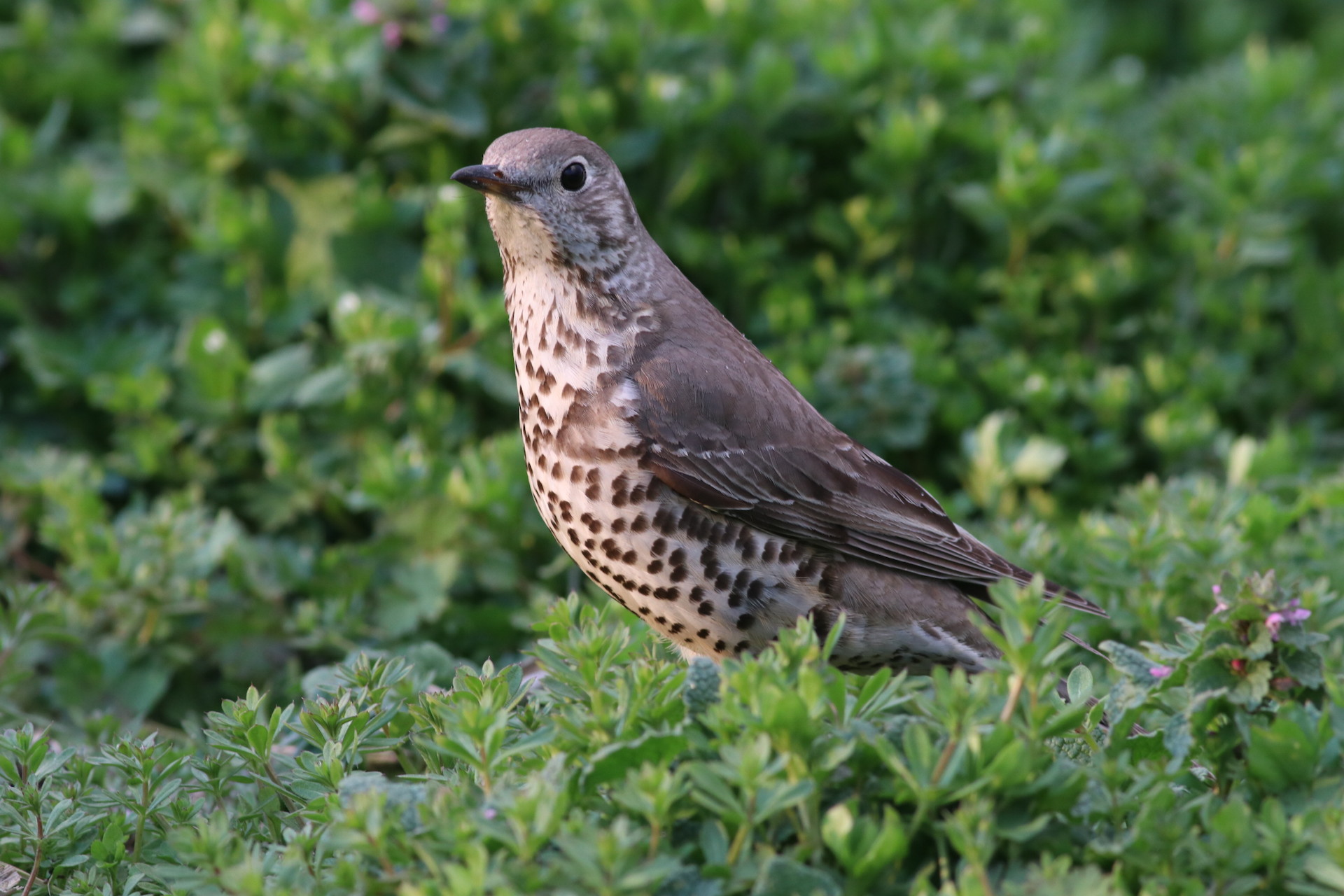
Turdus viscivorus

ヤドリギツグミ（宿り木鶫、学名：Turdus viscivorus）は、スズメ目ツグミ科に分類される鳥類の一種。ツグミの仲間。

## 分布
スカンディナヴィア半島の北部とロシア北東部を除くヨーロッパ、北アフリカの地中海沿岸、アラビア半島を除く中東、東部を除く西アジア、南アジアの山岳地帯、東アジアの西部にかけて分布、繁殖している。北方で繁殖した個体は、冬期は南方へ渡る。
日本では迷鳥で、愛知県、福岡県、舳倉島で数例の記録があるのみ。

## 形態
体長約28cm。ツグミよりも大きい。頭からの上面は灰色みのある褐色で、体の下面は白く黒斑が密にある。雌雄同色である。足は黄色、嘴も黄色で先端は黒色を帯びる。

## 生態
明るい林やその周囲の地上で見られる。地上を跳び跳ねながら、昆虫やミミズを採食する。「ツィー」と鳴き、警戒しているときは「ジジジ…」と鳴く。